# Eloeophila aleator
Eloeophila aleator är en tvåvingeart som först beskrevs av Alexander 1945.  Eloeophila aleator ingår i släktet Eloeophila och familjen småharkrankar. Inga underarter finns listade i Catalogue of Life.